# Philereme ignotata
Philereme ignotata är en fjärilsart som beskrevs av Walker 1862. Philereme ignotata ingår i släktet Philereme och familjen mätare. Inga underarter finns listade i Catalogue of Life.